# 拉法爾·沃爾斯基
拉法爾·沃爾斯基（波蘭語：Rafał Wolski，1992年11月10日—）是波蘭的一位足球運動員。在場上司職中場。他現在效力于波蘭足球甲級聯賽球隊格但斯克萊吉亞。他也代表波蘭國家足球隊參加賽事。